# Équipe cycliste Ghigi
Ghigi est une équipe cycliste professionnelle italienne créée en 1958 et disparue à l'issue de la saison 1962, remplacée ensuite par Salvarani. Elle porte le nom de Ghigi-Coppi en 1958 et de Ghigi-Ganna en 1959.